# その夜の侍
『その夜の侍』（そのよるのさむらい）は、2007年に劇団THE SHAMPOO HATが下北沢ザ・スズナリで上演した舞台劇、およびそれを原作とした 2012年11月17日公開の日本映画。作・演出および映画化作品の監督・脚本は赤堀雅秋。
第52回岸田國士戯曲賞にノミネートされた。

## あらすじ
小さな鉄工所を経営する中年男の中村健一は、5年前に木島宏が起こしたひき逃げ事件で最愛の妻・久子を失ってしまい、抜け殻のようになりながらも復讐することだけを考えて日々を生きていた。やがて、刑期を終えて出所した木島のもとに、復讐を遂げる日までのカウントダウンを告げる差出人不明の脅迫状が届くようになる。そして妻の命日の夜が訪れ、ついに中村と木島は対面を果たす。

## 登場人物
中村健一
鉄工所を営む中年男。5年前にひき逃げ事件で最愛の妻を亡くした。
中村久子
5年前のひき逃げ事件の被害者。中村健一の妻。
木島宏
5年前のひき逃げ事件の犯人。刑に服し、出所した。
青木順一
中村久子の兄。中学校教員。事故のあと立ち直れない健一を心配していて、健一に同僚を紹介する。
小林英明
木島宏の友人。事故を起こした木島の車に乗車していた。
関由美子
工事現場で働いている。木島に財布を取られ、性的関係になる。その後、木島に関心を持ち始める。

## 初演
THE SHAMPOO HATの第21回公演として2007年9月29日から10月8日まで下北沢ザ・スズナリで上演された。

### 出演
- 日比大介
- 多門勝
- 野中隆光
- 赤堀雅秋
- 児玉貴志
- 黒田大輔
- 滝沢恵
- 吉牟田眞奈
- 梨木智香

## 映画
2012年11月17日公開。PG12指定。
2012年8月23日から9月3日まで開催される第36回モントリオール世界映画祭のファースト・フィルムズ・ワールドコンペティション部門に出品されることが発表された。
2012年10月10日から21日まで開催される第56回ロンドン映画祭のファースト・フィーチャー・コンペティション部門に出品されることが発表された。
本作が初監督となる赤堀雅秋が、現役プロデューサーが審査員をつとめる新人監督賞「新藤兼人賞」金賞を受賞した他、第34回ヨコハマ映画祭において森田芳光メモリアル新人監督賞を受賞した。

### キャスト
中村健一
演 - 堺雅人
鉄工所を営む中年男。
木島宏
演 - 山田孝之
ひき逃げ犯。タクシー会社で研修中。
青木順一
演 - 新井浩文
中村の亡妻の兄。中学校教員。
小林英明
演 - 綾野剛
木島の友人。タクシー運転手。
中村久子
演 - 坂井真紀
中村の亡妻。5年前、木島にひき逃げされた。
星信夫
演 - 田口トモロヲ
小林の同僚。
小林昭子
演 - 木南晴夏
小林の妻。居酒屋でバイト。
関由美子
演 - 谷村美月
警備員のバイト。
久保浩平
演 - 高橋努
中村の鉄工所の従業員。
川村幸子
演 - 山田キヌヲ
中学校教員。青木の同僚。中村の見合い相手。
ミカ
演 - 安藤サクラ
ホテトル嬢。
佐藤進
演 - でんでん
中村の鉄工所の従業員。
スナックのママ
演 - 峯村リエ
谷稔
演 - 黒田大輔
中村の鉄工所の従業員。
スナックの老人
演 - 小林勝也
詩集を売る老人
演 - 三谷昇

### スタッフ
- 監督・脚本・原作 - 赤堀雅秋
- エグゼクティブ・プロデューサー - 小西啓介、重村博文、杉田浩光、西田圭吾、中村昌志
- プロデューサー - 藤村恵子
- アソシエイトプロデューサー - 山口幸彦
- ラインプロデューサー - 平体雄二
- 撮影 - 月永雄太
- 照明 - 高坂俊秀
- 美術 - 鈴木千奈
- サウンドデザイナー - 古谷正志
- 装飾 - 須坂文昭
- 衣装 - 高橋さやか
- ヘアメイク - 梶谷奈津子
- 助監督 - 茂木克仁
- 製作担当 - 和氣俊之
- スクリプター - 大西暁子
- 編集 - 高橋幸一
- 音楽 - 窪田ミナ
- 主題歌 - UA「星影の小径」
- 製作 - ファントム・フィルム、キングレコード、テレビマンユニオン、コムレイド、IMAGICA
- 製作プロダクション - テレビマンユニオン
- プロダクション協力 - スタジオブルー
- 配給 - ファントム・フィルム

### 映画賞受賞・ノミネート
| 映画祭・賞                   | 部門                         | 候補       | 結果 | 備考                                       |
| ---------------------------- | ---------------------------- | ---------- | ---- | ------------------------------------------ |
| 第17回新藤兼人賞             | 金賞                         | 赤堀雅秋   | 受賞 |                                            |
| 第37回報知映画賞             | 助演女優賞                   | 安藤サクラ | 受賞 | 『愛と誠』の演技と合わせて                 |
| 第34回ヨコハマ映画祭         | 森田芳光メモリアル新人監督賞 | 赤堀雅秋   | 受賞 |                                            |
| 第34回ヨコハマ映画祭         | 助演男優賞                   | 山田孝之   | 受賞 | 『のぼうの城』『悪の教典』の演技と合わせて |
| 第34回ヨコハマ映画祭         | 助演女優賞                   | 安藤サクラ | 受賞 | 『愛と誠』の演技と合わせて                 |
| 第86回キネマ旬報ベスト・テン | 助演女優賞                   | 安藤サクラ | 受賞 | 『愛と誠』などとの演技と合わせて           |